# Aloísio Lorscheider
Aloísio Leo Arlindo Lorscheider (Picada Geraldo bij Estrela (Rio Grande do Sul), 8 oktober 1924 - Porto Alegre (Rio Grande do Sul), 23 december 2007) was een  Braziliaans rooms-katholiek theoloog, aartsbisschop van Fortaleza en Aparecida en - zeer invloedrijk - kardinaal. Verder was hij een aanhanger van de bevrijdingstheologie, waarvoor hij zich met verve inzette. Zijn motto luidde In cruce salus et vita (heil en leven in het kruis).

## Levensloop
Lorscheider kwam uit een gezin van Duitse emigranten en studeerde filosofie en theologie. In 1946 trad hij toe tot de orde van de franciscanen, gevolgd door zijn priesterwijding in 1948.
Na een paar jaar aan het seminarie van Taquari (Rio Grande do Sul) les te hebben gegeven, werd hij naar het Pontificio Ateneo Antonianum gestuurd, een franciscaner universiteit in Rome, alwaar hij in 1952 promoveerde in de theologie. Hij keerde vervolgens naar Brazilië terug om tot 1958 aan het franciscaner seminarie in Divinópolis (Minas Gerais) les te geven, om vanaf laatstgenoemd jaar tot 1962 aan het Pontificio Ateneo Antonianum te doceren.
Na in 1962 door paus Johannes XXIII tot bisschop van Santo Ângelo in de deelstaat Rio Grande do Sul te zijn benoemd, volgde in 1973 zijn wijding tot aartsbisschop en benoeming tot metropoliet van het aartsbisdom Fortaleza in de noordoostelijke deelstaat Ceará.
De volgende paus, paus Paulus VI, creëerde hem in 1976 kardinaal-priester van San Pietro in Montorio, waarmee hij werd opgenomen in de tweede orde van het College van Kardinalen. Als zodanig maakte hij in 1978 deel uit van het conclaaf waaruit paus Johannes Paulus I als paus tevoorschijn kwam - en toen deze een maand later reeds overleed - van het in datzelfde jaar gehouden conclaaf waar paus Johannes Paulus II het gevolg van was. Lorscheider had zich tijdens deze conclaven naar verluidt sterk ingespannen voor de verkiezing van beide pausen.
In de jaren zeventig was hij ook voorzitter van een tweetal kerkelijke raden: van 1971 tot 1979 van de Braziliaanse Bisschoppenconferentie en van 1973 tot 1979 eveneens van de Raad van Latijns-Amerikaanse bisschoppen (CELAM). Voorts was hij van 1974 tot 1975 ad interim-president van Caritas Internationalis, de internationale hulporganisatie van de Rooms-Katholieke Kerk.
In 1995 werd Lorscheider door paus Johannes Paulus II tot metropolitaans aartsbisschop van Aparecida in de zuidelijke deelstaat São Paulo benoemd, het belangrijkste aartsbisdom van Brazilië. In 2004 ging hij met emeritaat. Vanwege zijn leeftijd (boven de grens van 80) deed hij niet mee aan het conclaaf van april 2005.
Hij was een groot voorstander van de mensenrechten en maakte zich hard voor de lotsverbetering van de armen, onder meer tijdens zijn bovengenoemde voorzitterschappen in de jaren zeventig. Hij kon zich goed vinden in de zogeheten bevrijdingstheologie, alhoewel deze door het Vaticaan werd afgewezen.
Aloísio Lorscheider overleed op 83-jarige leeftijd, nadat hij enige weken daarvoor met hartklachten in het ziekenhuis was opgenomen.

## Familie
Hij was een neef van de Braziliaanse bisschop Ivo Lorscheiter, die op 5 maart 2007 overleed en die zich eveneens voor de mensenrechten inzette.

## Foto

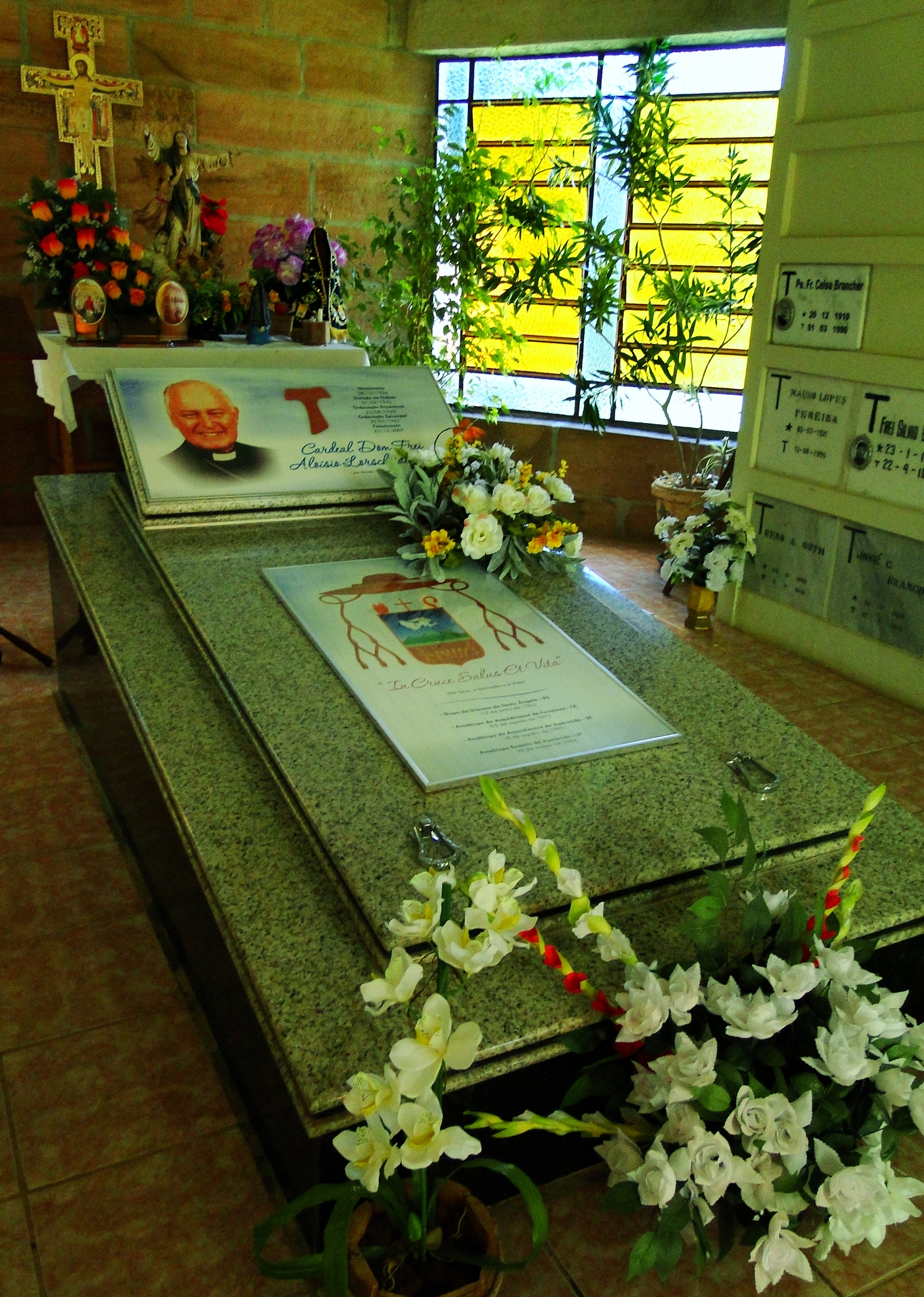
Kardinaal Lorscheider graf